# Municipio de Washington (condado de Cedar)
El municipio de Washington (en inglés: Washington Township) es un municipio ubicado en el condado de Cedar en el estado estadounidense de Misuri. En el año 2010 tenía una población de 1100 habitantes y una densidad poblacional de 6,83 personas por km².

## Geografía
El municipio de Washington se encuentra ubicado en las coordenadas 37°47′44″N 93°45′56″O / 37.79556, -93.76556. Según la Oficina del Censo de los Estados Unidos, el municipio tiene una superficie total de 161.07 km², de la cual 159,37 km² corresponden a tierra firme y (1,05 %) 1,7 km² es agua.

## Demografía
Según el censo de 2010, había 1100 personas residiendo en el municipio de Washington. La densidad de población era de 6,83 hab./km². De los 1100 habitantes, el municipio de Washington estaba compuesto por el 95,45 % blancos, el 0,18 % eran afroamericanos, el 0,64 % eran amerindios, el 0,18 % eran asiáticos, el 0,36 % eran de otras razas y el 3,18 % eran de una mezcla de razas. Del total de la población el 2,91 % eran hispanos o latinos de cualquier raza.